# 郑俊杰 (土木工程专家)
郑俊杰（1967年8月—），中华人民共和国教育部长江学者特聘教授，华中科技大学教授，主要从事地基处理与岩土工程数值模拟研究。

## 生平
郑俊杰1988年毕业于浙江大学，获学士学位，1990年获该校硕士学位，2001年获博士学位。

## 社会兼职
- 中国岩石力学与工程学会理事
- 中国建筑学会地基基础分会常务委员
- 《岩土工程学报》《岩石力学与工程学报》编委